# Commoners Crown
Albums de Steeleye Span
Now We Are Six
(1974) All Around My Hat
(1975)
Commoners Crown est le septième album studio du groupe de folk rock britannique Steeleye Span. Il est sorti en janvier 1975 sur le label Chrysalis Records.

## Titres
| 1. | Little Sir Hugh (en)  | Roud no 73, Child (en) no 155                   | 4:44 |
| 2. | Bach Goes to Limerick | composition originale des six membres du groupe | 3:40 |
| 3. | Long Lankin           | Roud no 6, Child no 93                          | 8:38 |
| 4. | Dogs and Ferrets      | Roud no 363                                     | 2:44 |

| 5. | Galtee Farmer       | Roud no 9305              | 3:44 |
| 6. | Demon Lover (en)    | Roud no 14, Child no 243  | 5:55 |
| 7. | Elf Call            | Roud no 3723, Child no 40 | 3:56 |
| 8. | Weary Cutters       | Roud no 8772              | 2:04 |
| 9. | New York Girls (en) | Roud no 486               | 3:01 |

## Musiciens
- Maddy Prior : chant
- Tim Hart (en) : chant, guitare, dulcimer
- Peter Knight (en) : violon
- Bob Johnson (en) : chant, guitare
- Rick Kemp (en) : basse, batterie
- Nigel Pegrum (en) : batterie, flûte
- Peter Sellers : ukulélé sur New York Girls